# 도라전망대

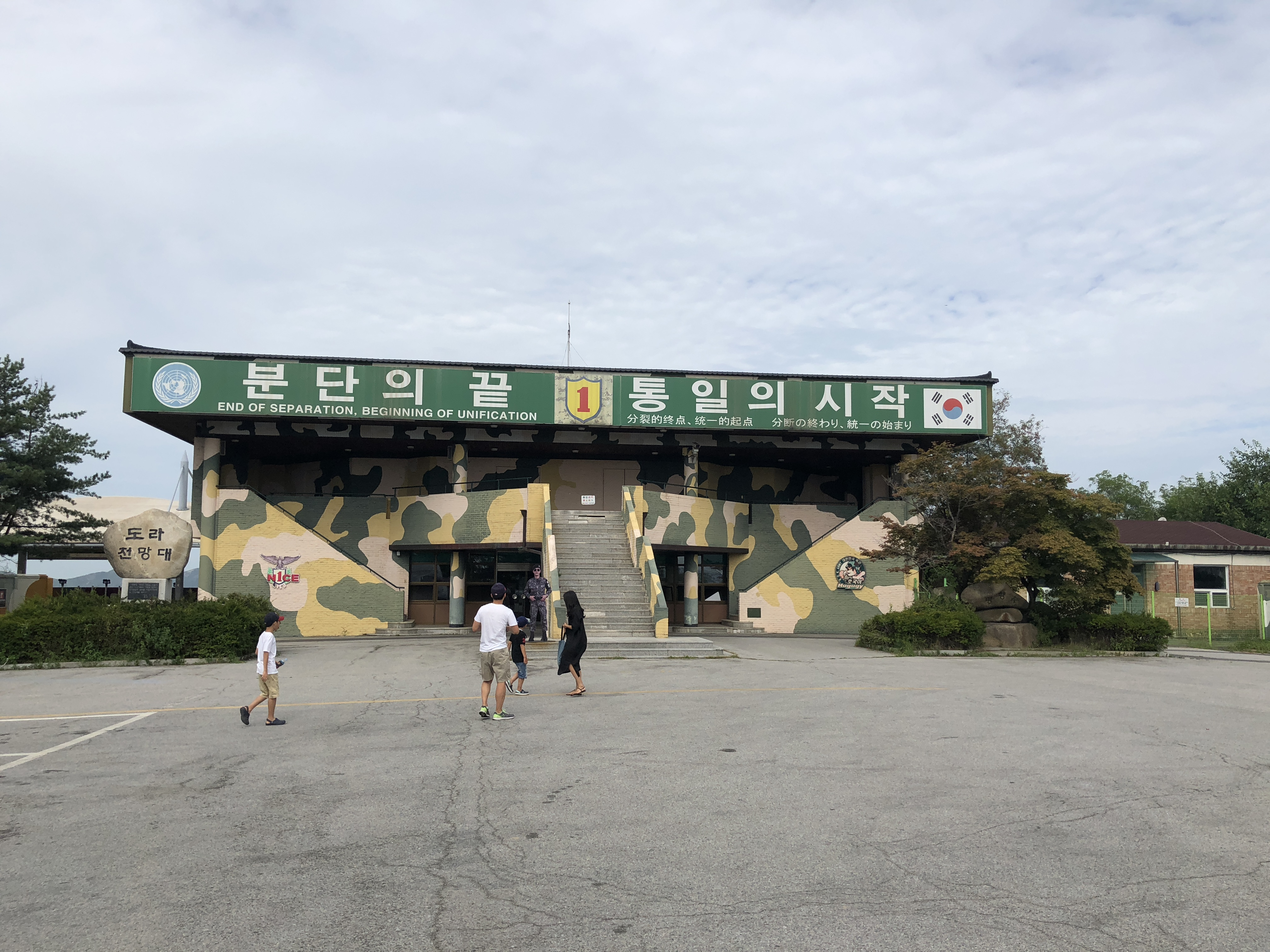
도라전망대 전경

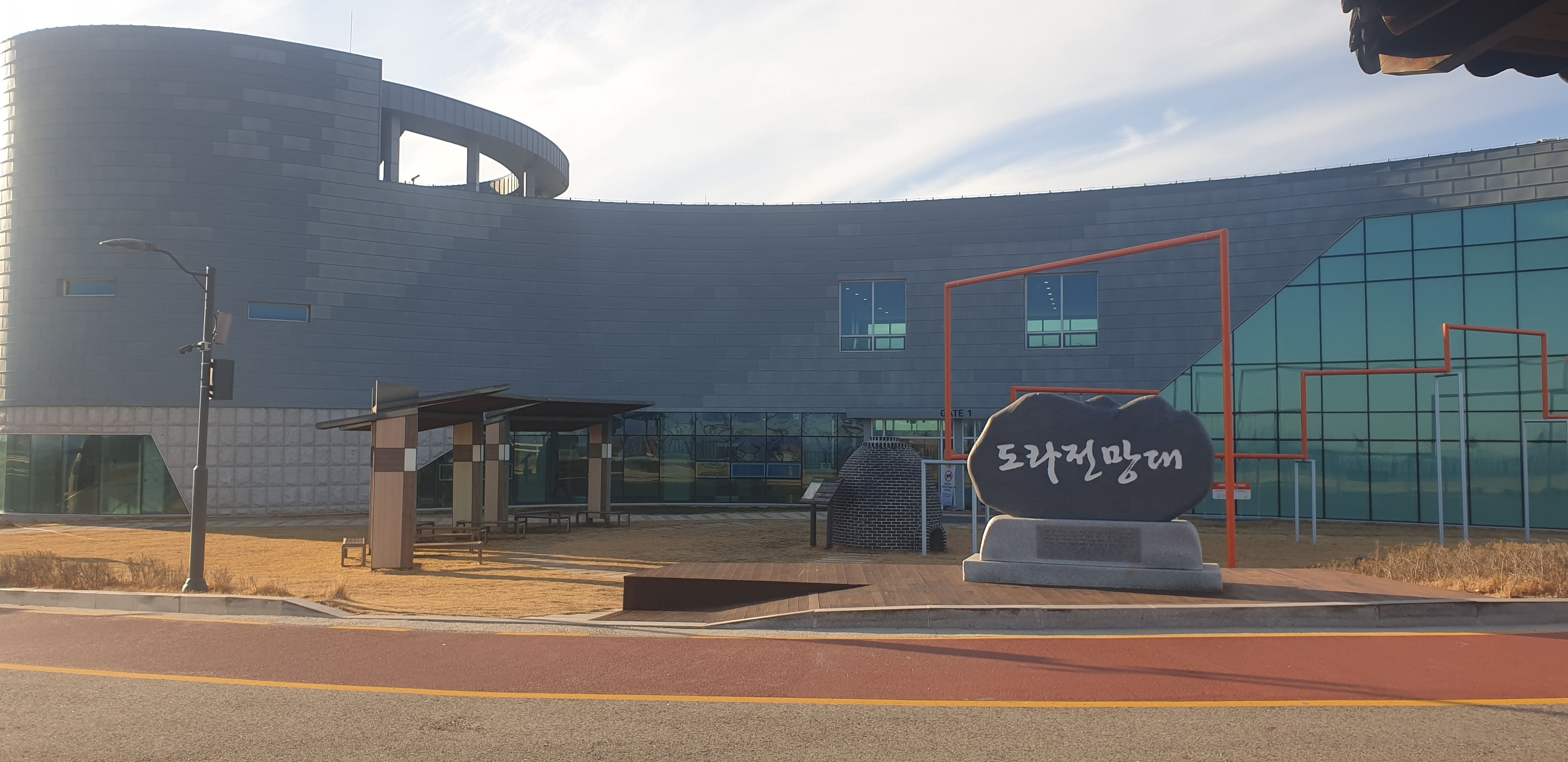
새로지은 도라전망대

도라전망대(都羅展望臺)는 경기도 파주시 장단면 도라산리에 있는 대한민국 육군 1사단이 관할하고 있는 전망대로, 전망대 근처에 도라산역과 대한민국 육군 관할의 도라 OP가 위치해 있다.

## 위치
서부전선의 최북단에 있으며, 도라전망대 앞으로 한반도 비무장 지대가 지나가고 있다. 도라전망대에서는 한반도 비무장 지대와 더불어 조선민주주의인민공화국의 개성특별시 일부와 송악산, 자유의 마을 일부등을 한눈에 조망 가능하다. 전망대 근처에는 제3땅굴과 도라산역과 도라산 평화공원이 위치하고 있다.

## 시설 규모
- 면적 : 198.5m2 (약 60평)
- 망원경 : 32대
- 건립기간 : 1998~1999년
- 주소 : 경기도 파주시 장단면 도라산리 산 14-2

## 기타
도라전망대에서 망원경으로 전망할 수 있는 곳은 군사기밀 사항이며, 사진 촬영을 막는 포토 라인이 설치되어 있다. 또한 포토라인 안에서는 도라전망대를 관할하는 보병들이 사진촬영을 제지한다. 또한 도라 전망대 바로 앞쪽으로는 GOP 라인이 위치하고 있다. 도라 전망대는 민간인 출입 통제구역 내에 있기 때문에 안보관광 외에는 일반인의 출입을 제한하고 있으며, 도라산역 안보관광으로만 이용할 수 있다.

## 같이 보기
- 도라산역
- 제3땅굴